# Roscoe
Roscoe város az USA Texas államában, Nolan megyében. Lakosainak száma 1271 fő (2020. április 1.).

## Népesség
A település népességének változása:

| 2010 | 1 322 |
| 2020 | 1 271 |